# Protaso Caimi
Protaso Caimi (o Protasio; fl. XIV secolo) è stato un militare e funzionario italiano. 
Figlio di Stefano Caimi, fu un miles e un amministratore di fiducia della famiglia Visconti durante il governo di Luchino e di suo nipote Galeazzo II.
Originario di una famiglia di poca visibilità nella Milano trecentesca, Protaso aveva abilità militari e competenze amministrative che lo fecero diventare uno fra i più preziosi collaboratori dei signori di Milano.
Per quanto riguarda le abilità militari, Protaso si distinse nella battaglia di Parabiago del 1339 durante la quale avvenne la sua vestizione come cavaliere, mentre nel 1359 entrò vittorioso a Pavia alla testa delle sue truppe.
Quando si stabilì a Pavia facendone la capitale dei suoi domini, Galeazzo II nominò Protaso e Roberto di Franzola prefetti e amministratori dei territori conquistati per due anni, delegando a loro il controllo del territorio e la gestione economica e militare; essi sostituirono, il signore in moltissimi ambiti e divenendone veri e propri plenipotenziari. 
Questa pratica fu molto criticata dai contemporanei, tra cui il cronista Azzario che nella sua Cronica si lamentava proprio dell’enorme potere dei ministri di Galeazzo.
Fu sotto il governo dello zio di Galeazzo II, Luchino, che Protaso migliorò la propria posizione nella propria carriera amministrativa. 
Fra il 1340 e il 1341 egli fu podestà di Vercelli, dove sovraintese a una nuova redazione degli statuti, nel 1342 governò Como, mentre in un periodo non precisato tra il 1349 e il 1354 fu podestà del Piemonte.
Nel 1353 Protaso rappresentò Giovanni (Visconti) nelle trattative di pace con Firenze: nel documento della pace viene nominato e definito come nunzio del signore Guglielmo marchese di Palavicino, da sempre al servizio dei Visconti; tra il 1355 e il 1385, periodo in cui governarono Luchino e suo nipote Barnabò, i domini dei Visconti raggiunsero una certa stabilità politica; di conseguenza, data l’assenza di guerre e di continui rovesciamenti di potere, fu possibile a persone provenienti da famiglie non in vista o prive di precedenti cariche cittadine, come per esempio Protaso, affermarsi a livello politico e militare.
Nel 1385 i domini dei Visconti, primi suddivisi tra Barnabò e i suoi fratelli, vennero riunificati con quelli controllati da Gian Galeazzo. 
Quest’ultimo  cominciò a emarginare tutti i migliori comandanti militari fedeli allo zio  Barnabò. Tra questi Protaso Caimi, che venne allontanato. Da questo momento non si hanno più sue notizie nelle fonti storiche.
Alla sua morte Protaso venne seppellito in un sarcofago prodotto dalla bottega di Bonino da Campione (scultore ufficiale della famiglia Visconti) posto nella chiesa di Sant’ Eustorgio a Milano.
Sia la costruzione del sarcofago da parte della bottega dello scultore personale della famiglia Visconti sia il fatto che esso si trovi nella chiesa di Sant’ Eustorgio, molto prestigiosa in quanto luogo di sepoltura di alcuni membri della famiglia signorile, come Stefano Visconti e la moglie, testimoniano la scalata sociale di Protaso.